# The Gospel According to The Meninblack
The Gospel According to The Meninblack es el quinto álbum de estudio de la banda inglesa The Stranglers. Producido por Alan Winstanley (al igual que su antecesor The Raven) entre enero y agosto de 1980 y lanzado en febrero de 1981 por el sello Liberty Records.

## Listado de canciones
1. Waltzinblack (3:38)
2. Just Like Nothing On Earth (3:55)
3. Second Coming (4:22)
4. Waiting For The Meninblack (3:44)
5. Turn The Centuries, Turn (4:35)
6. Two Sunspots (2:32)
7. Four horsemen (3:40)
8. Thrown Away (3:30)
9. Manna Machine (3:17)
10. Hallow To Our Men (7:26)
-1988 & 2001 CD edition bonus tracks-
11. Top Secret (3:27)
12. Maninwhite (4:27)
13. Tomorrow Was Hereafter (4:01)

## Integrantes de The Stranglers
- Hugh Cornwell - Guitarra y voz.
- Jean Jacques Burnel - Bajo y coros.
- Dave Greenfield - Órgano, sintetizador y coros.
- Jet Black - Batería y percusión.

- Datos: Q3521102